# سزار شنو دومارسه
سزار شنو دومارسه (فرانسوی: César Chesneau Dumarsais‎؛ ۱۷ ژوئیه ۱۶۷۶ – ۱۱ ژوئن ۱۷۵۶) فیلسوف، لغت‌شناس شهیر اهل فرانسه و مشارکت‌کننده در دانشنامه آنسیکلوپدی بود.